# Спутник (фотоаппарат)
Спутник — советский стереоскопический фотоаппарат, трёхобъективный зеркальный. Выпускался с 1955 по 1973 годы.
Производитель: Ленинградское оптико-механическое объединение имени В. И. Ленина (ЛОМО).
Разработан на базе среднеформатного двухобъективного зеркального фотоаппарата «Любитель-2».
Выпущен в количестве 84.063 шт. На 1 октября 1961 года цена фотоаппарата составляла 26 руб.

## Технические характеристики
- Фотоаппарат предназначен для любительской и профессиональной стереоскопической фотосъёмки на чёрно-белую и цветную фотоплёнку типа 120. Размер кадров 60×60 мм. Зарядка фотоплёнкой (рольфильм) давала 6 стереопар, по 2 кадра в каждой паре.
- Корпус — пластмассовый, с открывающейся задней стенкой.
- Фотоаппарат оснащен двумя несъемными объективами Триплет «Т-22» 4,5/75 со стереобазой 67 мм. Фокусировка ручная одновременно двух съёмочных объективов и объектива видоискателя.
- Видоискатель зеркальный параллаксный, от фотоаппарата «Любитель-2». Объектив видоискателя 2,8/75.
- Выдержка синхронизации с электронной фотовспышкой — любая. Синхроконтакт «Х», крепление для лампы-вспышки отсутствует.
- Фотоаппарат «Спутник» оснащён двумя синхронизированными центральными залинзовыми затворами. Выдержка — 1/200, 1/100, 1/50, 1/25, 1/10 — в ранних моделях и 1/250, 1/125, 1/60, 1/30, 1/15 в более поздних моделях и «В».
- Взвод затвора отдельный от перемотки плёнки. Перемотка фотоплёнки по цифрам на ракорде рольфильма.
- Резьба штативного гнезда — 3/8" дюйма.

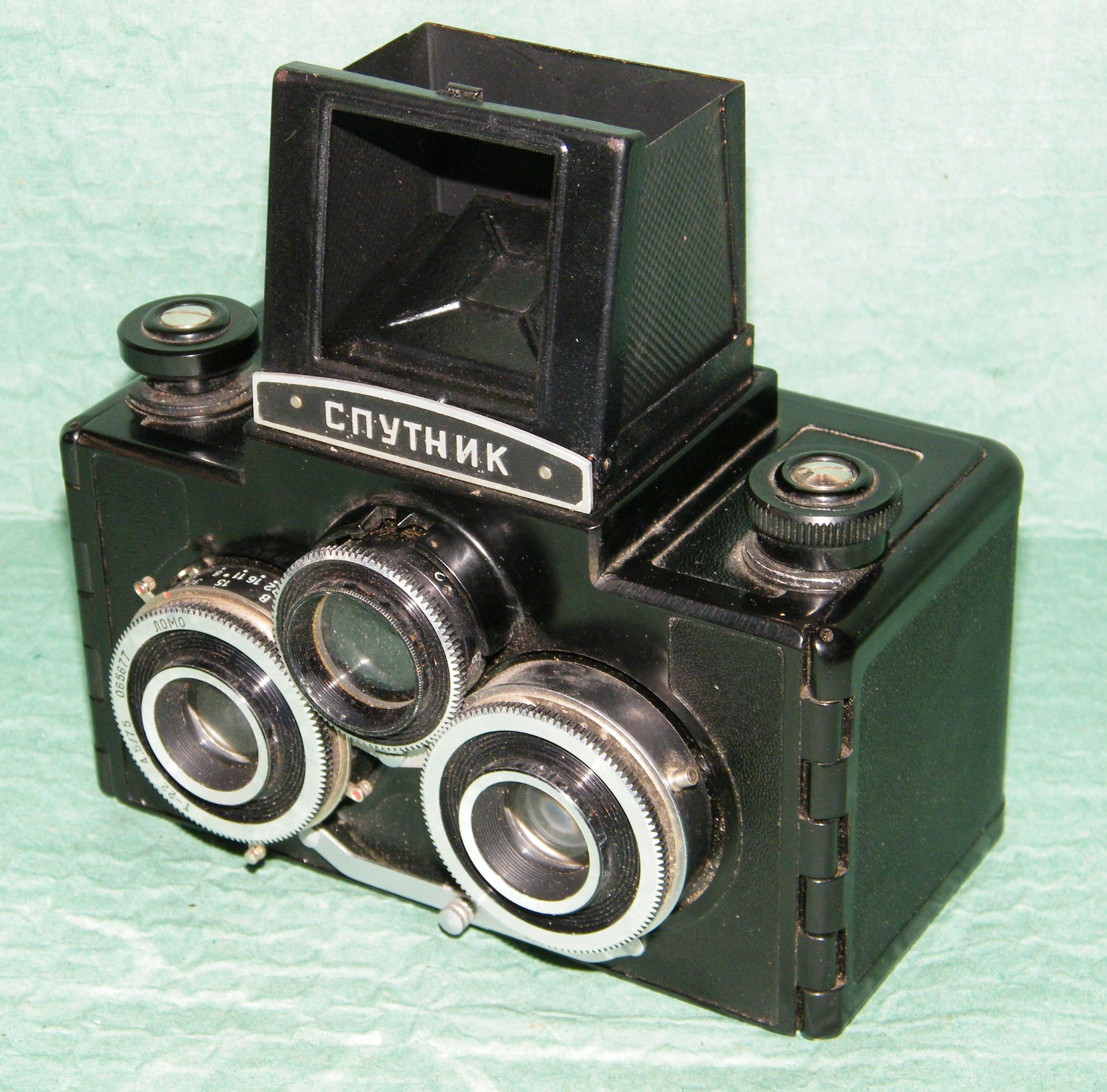
Зеркальный видоискатель трансформирован в рамочный
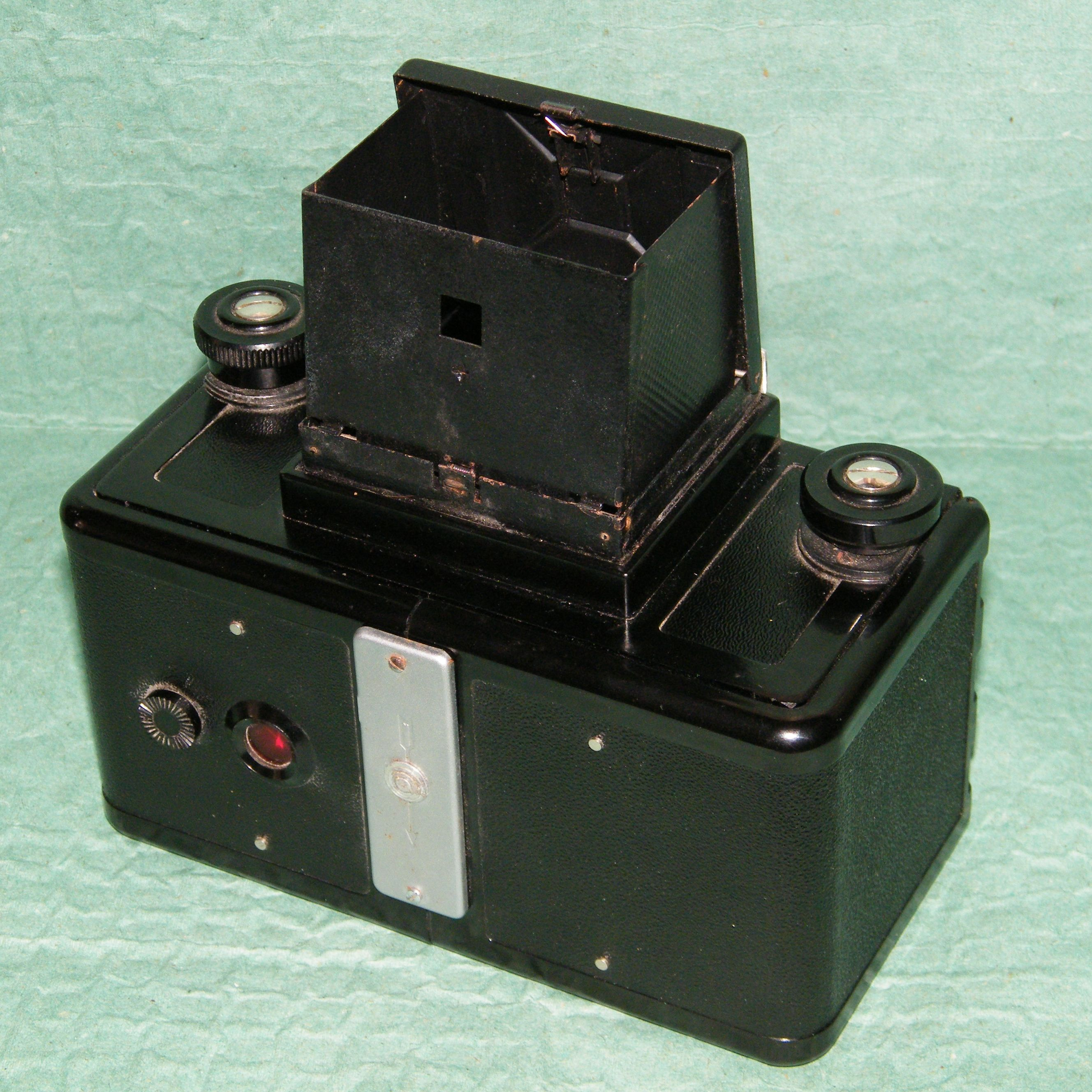
Вид сзади
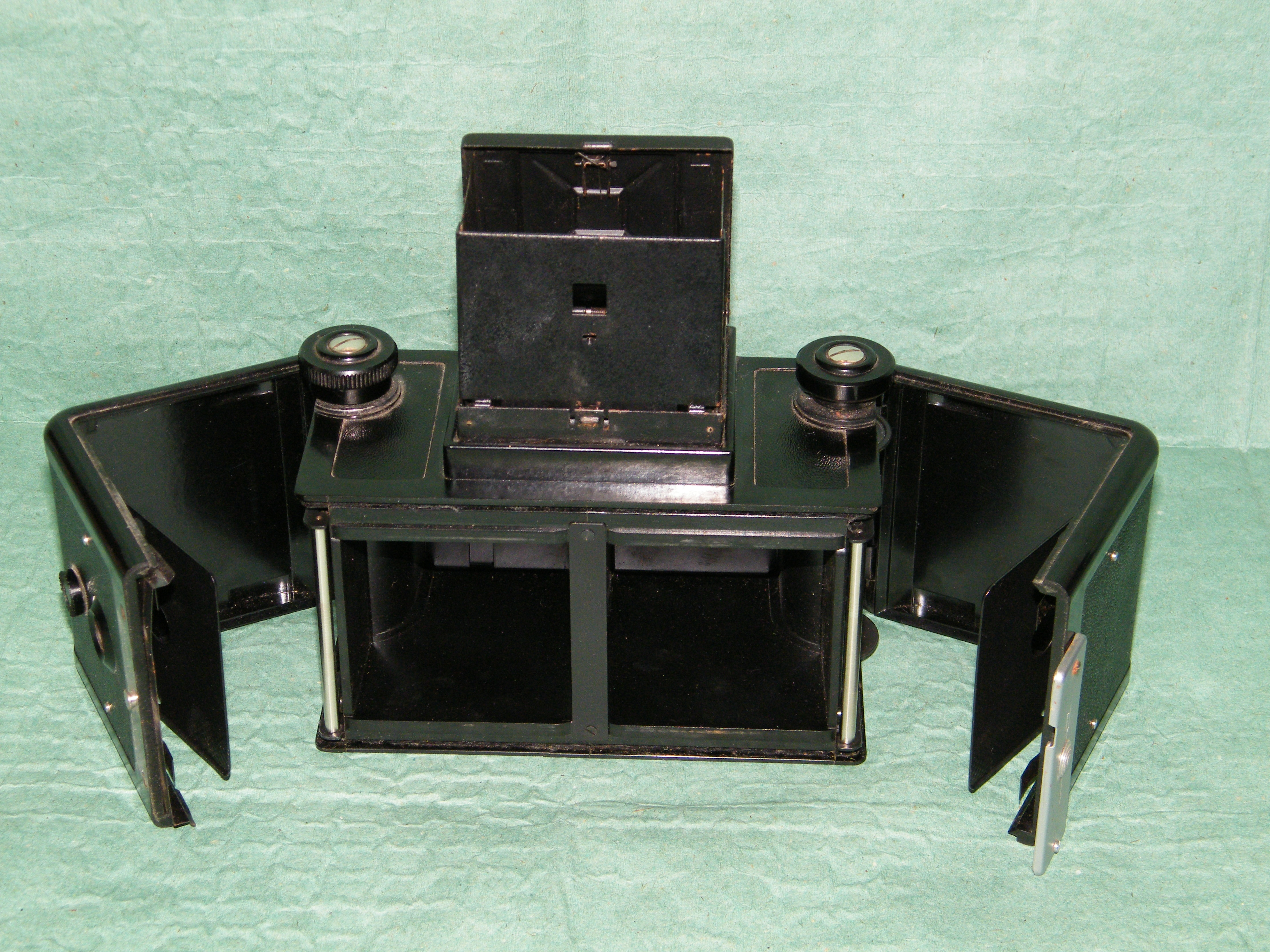
Аппарат подготовлен к зарядке фотоплёнкой
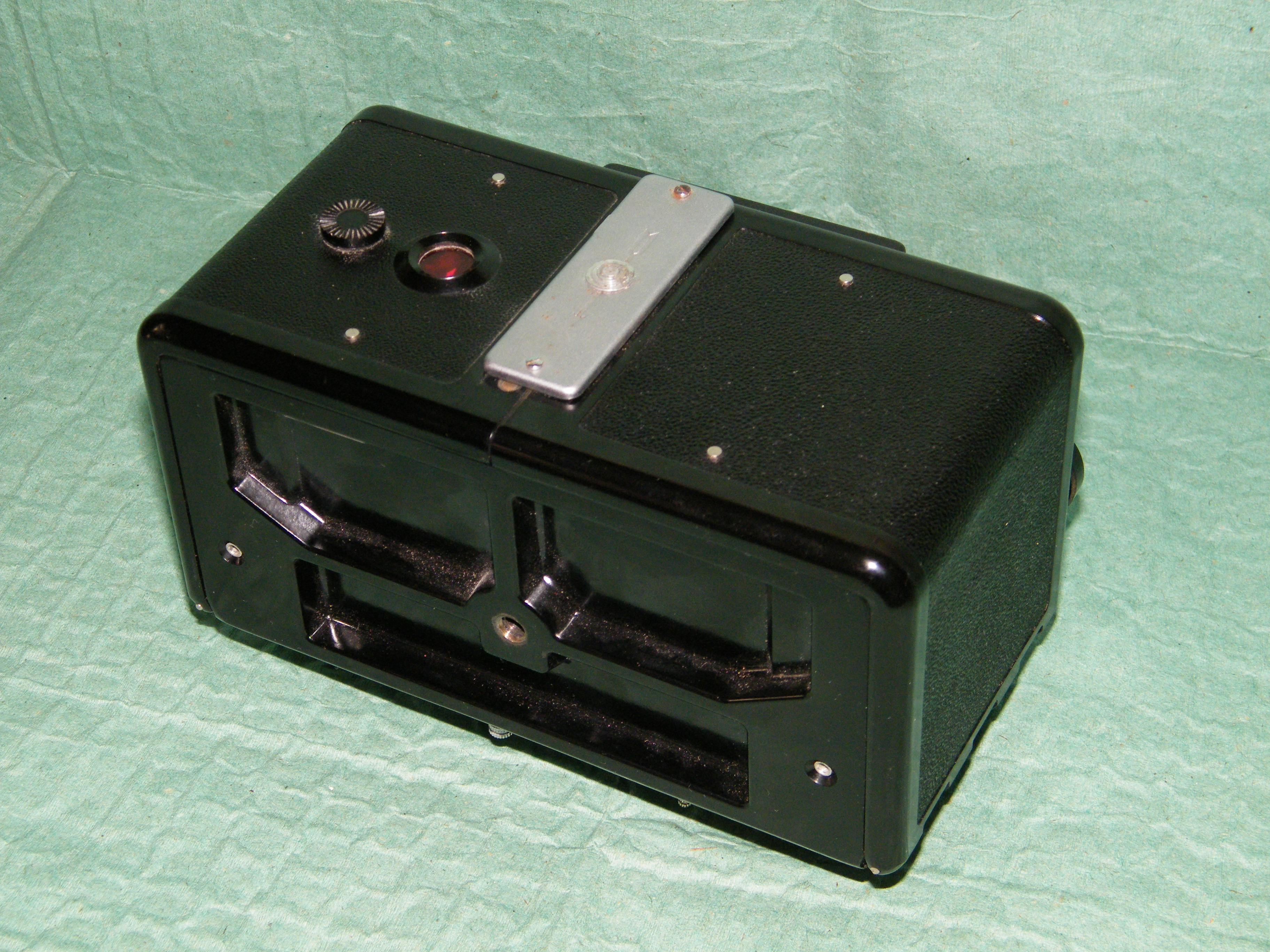
Вид снизу
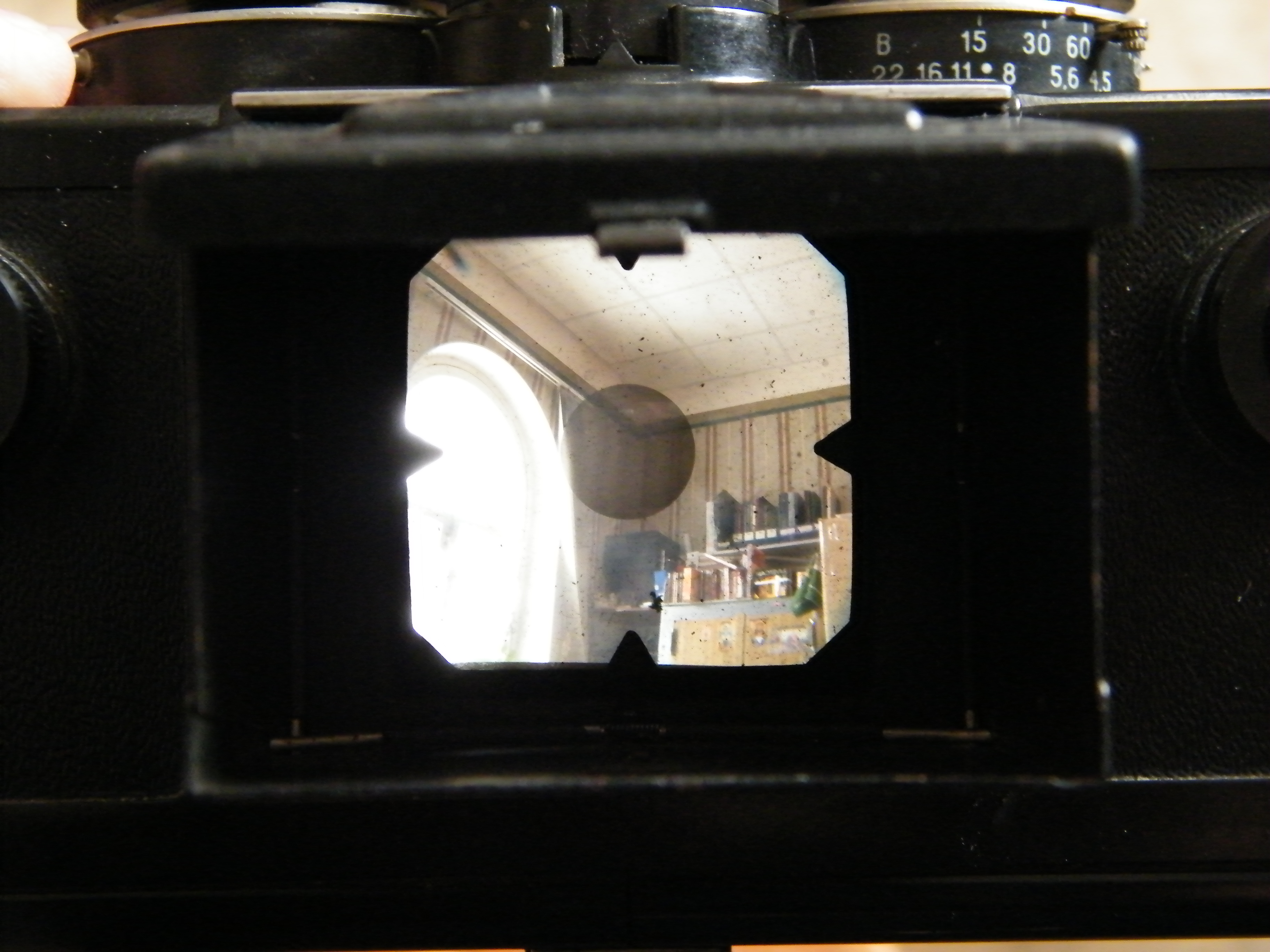
Фокусировочный экран